# Nelle Peters
Nelle Elizabeth Nichols Peters (Niagara, Dakota del Norte; 11 de diciembre de 1884 – Sedalia, Misuri; 7 de octubre de 1974), más conocida como Nelle Peters, fue una arquitecta estadounidense que diseñó una gran cantidad de edificaciones en la ciudad de Kansas.

## Primeros años
Asistió al Buena Vista College de Storm Lake, Iowa, donde se destacó en dibujo y matemáticas. Como resultado, decidió convertirse en arquitecta, inicialmente obteniendo un empleo en la firma Eisentrout, Colby y Pottenger en Sioux City donde permaneció por cuatro años y tomó cursos de arquitectura por correo. En 1907 fue enviada a trabajar a una firma en la ciudad de Kansas, y en 1909 estableció su propio negocio.

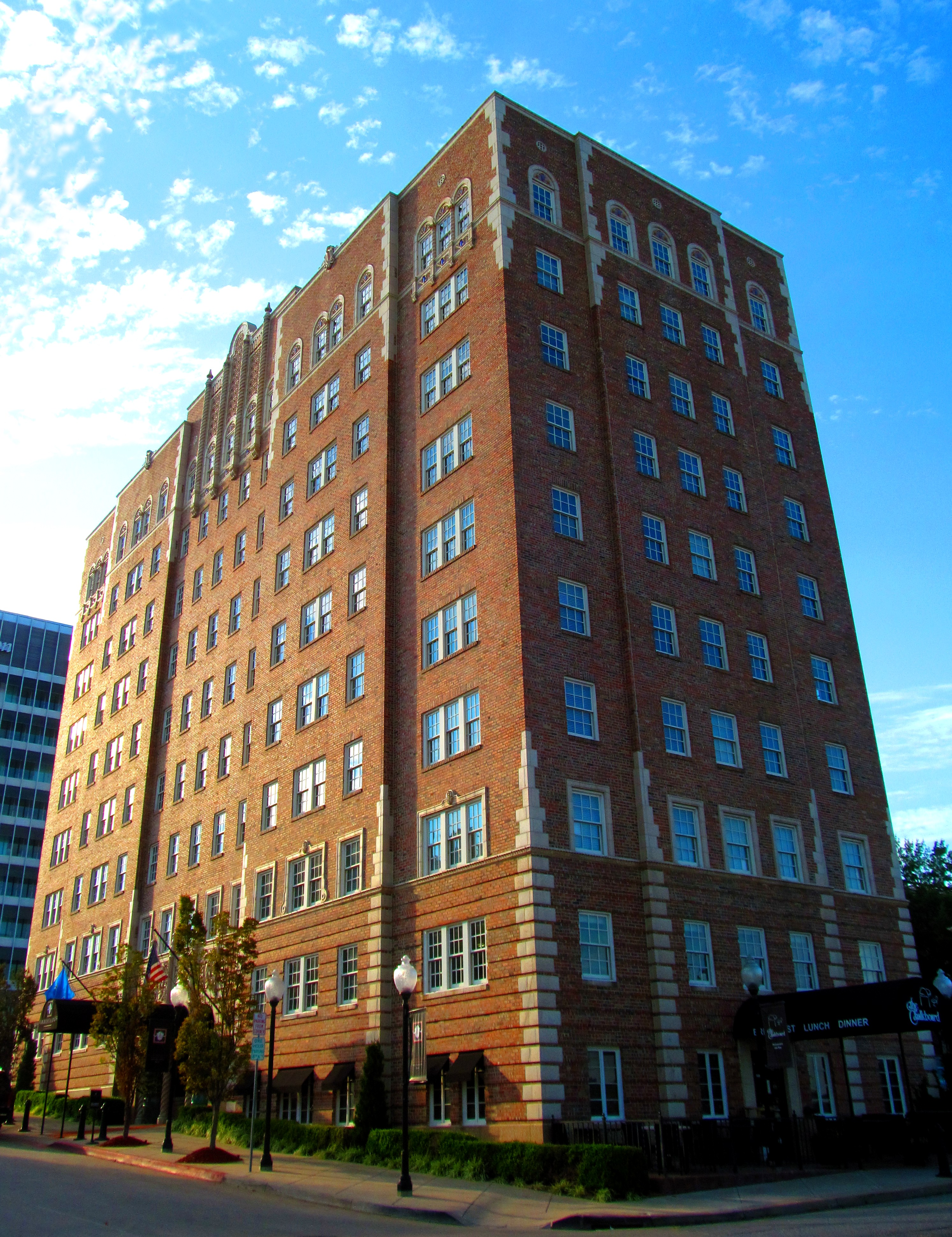
Hotel Ambassador (1929) en Tulsa, Oklahoma.

En 1911 se casó con William H. Peters, diseñador de la terminal de trenes de Kansas.

## Trayectoria
Luego de su divorcio en 1923, entró en una fase particularmente productiva, diseñando una gran cantidad de edificaciones por los próximos cinco años. De sus construcciones en Kansas destacan el Hotel Ambassador, el edificio de la compañía cosmética Luzier y un buen número de edificaciones residenciales.
La arquitecta también aportó sus ideas en Tulsa, Oklahoma City, Columbia, Clinton, Boonville y Jefferson City.
Peters se mantuvo activa en la arquitectura hasta su retiro en 1965. Se especializó en el diseño de edificios residenciales y hoteles, aunque también diseñó iglesias y edificios comerciales.
Murió en Sedalia, Misuri, en 1974.